# Ficció Stalag
Stalag (hebreu: סטאלג‎) va ser un gènere de curta durada a Israel de pornografia d'explotació nazi de l'Holocaust que va florir a la dècada de 1950 i principis de la dècada de 1960, i es va aturar en el moment del judici a Eichmann, a causa d'una prohibició del govern israelià. Aquests llibres parlaven principalment de dones alemanyes oficials nazis que abusaven sexualment dels seus presoners del camp, però no van incloure cap nom jueu per evitar tabús. Ja no estan disponibles en el format de publicació tradicional, però amb l'arribada d'Internet han anat circulant mitjançant compartició d'arxius peer-to-peer.

## Premissa
Es pretenia que eren traduccions de llibres en anglès fets per presoners als camps de concentració, aquests llibres eren relats altament pornogràfics d'empresonament, generalment de soldats aliats, brutalització sexual per les guàrdies SS femenines (o en alguns casos per dones imperials japoneses), i la venjança eventual dels presoners, que normalment consistia en la violació i l'assassinat dels seus atormentadors. Els llibres, amb títols com Jo era la puta privada del coronel Schultz, eren especialment populars entre els nois adolescents, sovint fills de supervivents dels camps de concentració.

## Història
Els llibres van sorgir de la cultura del silenci que va envoltar l'Holocaust, especialment a Israel, fins al judici Eichmann. Molts joves van viure a l'ombra d'aquests fets, però no van trobar respostes a les seves inevitables preguntes, ja fossin dels seus pares o dels seus professors. Per a la majoria dels adolescents, les úniques respostes que podien trobar eren al llibre Beit ha-bubot (1955), una novel·la de K. Tzetnik, un aleshores supervivent anònim d'Auschwitz que va escriure sobre dones presoneres forçades a prostituir-se pels guàrdies nazis. Tot i que s'ha publicat com a ficció, el llibre s'ha considerat un relat parcialment veraç basat en les experiències de la germana de l'autor. Va afectar els joves israelians mentre passaven per la pubertat: les qüestions d'identitat i el passat violent dels seus pares es van fondre en la seva emergent identitat sexual. Això es va fer més freqüent durant el judici Eichmann molt publicitari, quan aquests mateixos joves van ser exposats per primera vegada a descripcions detallades dels camps de concentració i d'extermini. El mateix K. Tzetnik va ser un dels testimonis que va oferir testimoni gràfic durant el judici.
Aprofitant aquestes tendències, un grup d'editors israelians va començar a publicar memòries en format novel·la dime, descrivint l'abús, especialment l'abús sexual, als camps de concentració. Vendes als quioscos de revistes, les novel·les, aparentment memòries en primera persona, es van convertir en best-sellers. Segons el cineasta Ari Libsker, "les imatges de l'Holocaust que vaig veure, quan vaig créixer aquí, eren de dones nues."
Van desaparèixer gairebé tan ràpidament com van aparèixer. Al cap de dos anys des de l'aparició de la primera publicació, un tribunal israelià va acusar els editors de distribuir pornografia i els llibres es van suspendre. Tot i que encara estaven disponibles clandestinament, alguns títols van generar la ira de l'establiment, i es van fer esforços per trobar-los i destruir-los. L'arribada d'Internet ha permès la compartició d'arxius i, per tant, ha fet que els intents de censura siguin molt més difícils.
El 2003, el gènere va tornar a entrar al debat públic a Israel amb la investigació de l'analista de cultura popular Eli Eshed. Com a resultat d'aquesta investigació, el cineasta israelià Ari Libsker va presentar els llibres en una pel·lícula documental, que es titulava Stalags.